# Balwest
Balwest – osada w Anglii, w Kornwalii. Leży 13 km na wschód od miasta Penzance i 400 km na południowy zachód od Londynu.